# 22957 Vaintrob
22957 Vaintrob è un asteroide della fascia principale. Scoperto nel 1999, presenta un'orbita caratterizzata da un semiasse maggiore pari a 2,2715162 UA e da un'eccentricità di 0,1084955, inclinata di 5,19173° rispetto all'eclittica.